# اشک بچه

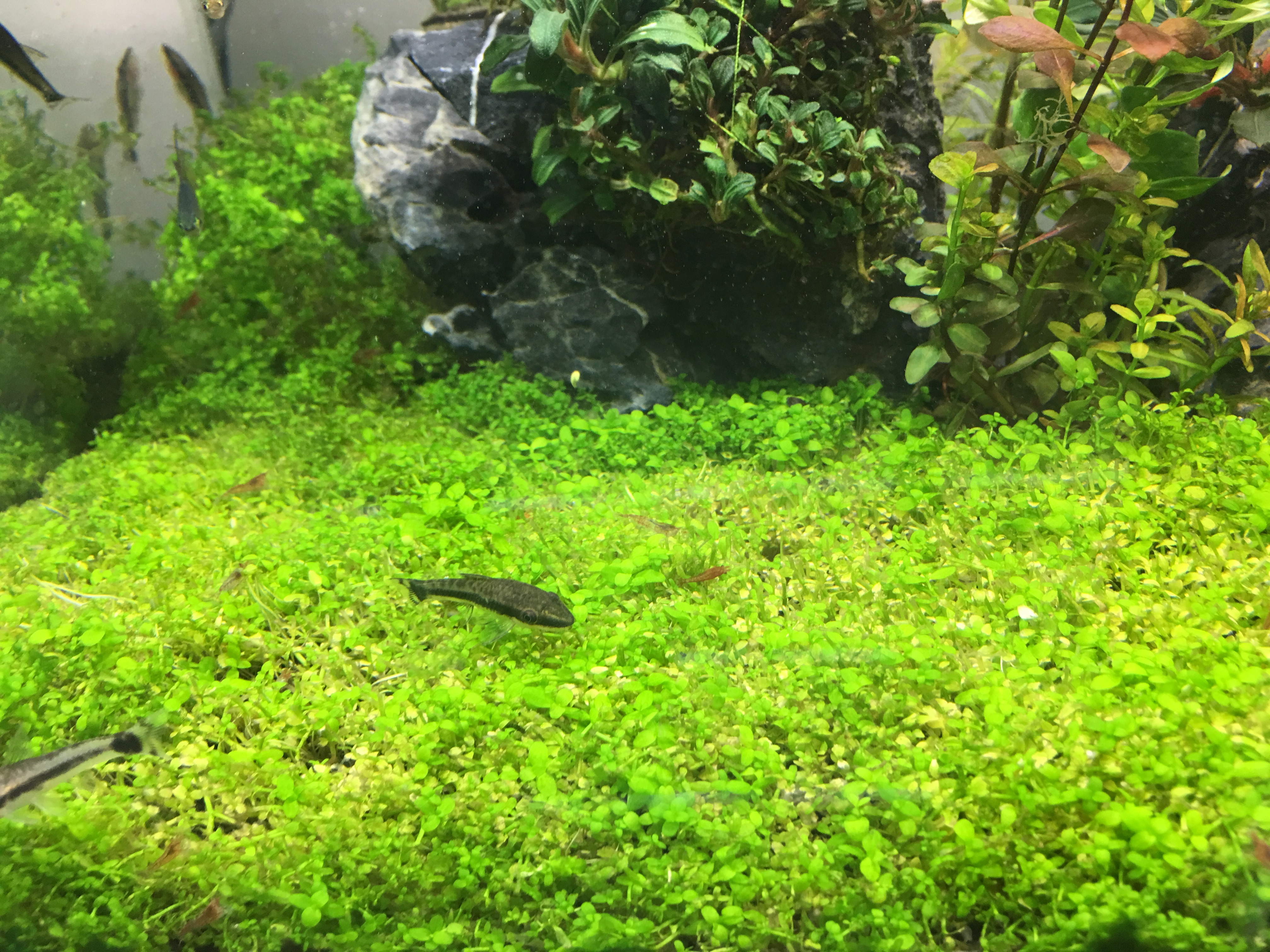
گیاه اش بچه

اشک بچهٔ کوتوله (نام علمی: Hemianthus callitrichoides) یا چمن کوبایی، گیاهی نیمه‌آبزی است که برای ایجاد فرشی سبز رنگ در کف آکواریوم استفاده می‌شود. این گیاه، به‌عنوان یک گیاه آبزی زینتی، مورد علاقهٔ بسیاری از دارندگان آکواریوم‌های گیاهی است.
این گیاه، نخستین بار توسط Holger Windeløv و Eusebio Canicio Delgado Pérez در ۹۰ کیلومتری شرق هاوانا، کوبا جمع‌آوری شد و در سال ۲۰۰۳ به‌عنوان گیاه آکواریومی مورد استفاده قرار گرفت.
این گیاه، بومی هند غربی و جزایر باهاما، کوبا، هیسپانیولا، جامائیکا و پورتوریکو است.

## در آکواریوم‌های گیاهی
اشک بچهٔ کوتوله، به‌طور کلی به‌سرعت در آکواریوم با شرایط مناسب رشد می‌کند اما در ابتدا رشدی آهسته دارد. این گیاه، برای رشد، به نور مناسب و دی‌اکسید کربن بالا نیاز دارد. برای کاشت این گیاه در آکواریوم، باید به‌دقت گیاه و ساقه، با یک موچین یا پنس جدا شده و در فواصل مناسب از هم کاشته شود.
اشک بچهٔ کوتوله می‌تواند به صورت خارج از آب در محیط مرطوب نیز رشد کند اما تا حدودی در معرض ابتلاء به آلودگی قارچی است. در صورتی که خاک را با آب کاملاً اشباع کنیم و بستری غنی و نور شدید در اختیارش قرار بگیرد، این گیاه اقدام به تولید گل‌های سفید می‌کند، اما گل‌ها بسیار کوچک هستند و به‌سختی دیده می‌شوند.
چمن کوبایی، در آکواریوم‌های گیاهی، اغلب لابه لای سنگ‌ها یا کنده‌های پیر کاشته می‌شوند و به‌طور کلی به‌عنوان گیاهی برای پوشش دادن بستر به‌کار می‌رود. به‌واسطهٔ اندازهٔ بسیار کوچک برگ‌ها، این گیاه گزینهٔ مناسبی برای آکواریوم‌های نانو است.
روش اول این است که شاخه‌های کوچک، نیم اینچ در بستر و در حدود فواصل یک اینچی از همدیگر کاشته شوند.